# Vèbre (rivière)
Pour les articles homonymes, voir Vèbre (homonymie).
La Vèbre, encore appelé le Vèvre est une  rivière du sud de la France qui coule dans les départements du Tarn et de l'Hérault. C'est un affluent de l'Agout, donc un sous-affluent de la Garonne par le Tarn. 

## Géographie
De 31,2 km de longueur, la Vèbre prend sa source dans le territoire de Murat-sur-Vèbre dans les Monts de Lacaune, entre la Combe d'Embrolgues et Fontanilles, à 901 m d'altitude. 
Elle alimente le lac du Laouzas puis rejoint l'Agout en amont du lac de la Raviège près de La Salvetat-sur-Agout, à 664 m d'altitude.

### Communes et cantons traversés
Dans les deux départements du Tarn et de l'Hérault, la Vèbre traverse trois communes.
- Tarn : Murat-sur-Vèbre, Nages.
- Hérault : La Salvetat-sur-Agout.

### Organisme gestionnaire
Le Syndicat mixte du bassin de l'Ajout est l'organisme gestionnaire : le SAGE de l'Agout a été approuvé le 28 février 2013

## Principaux affluents

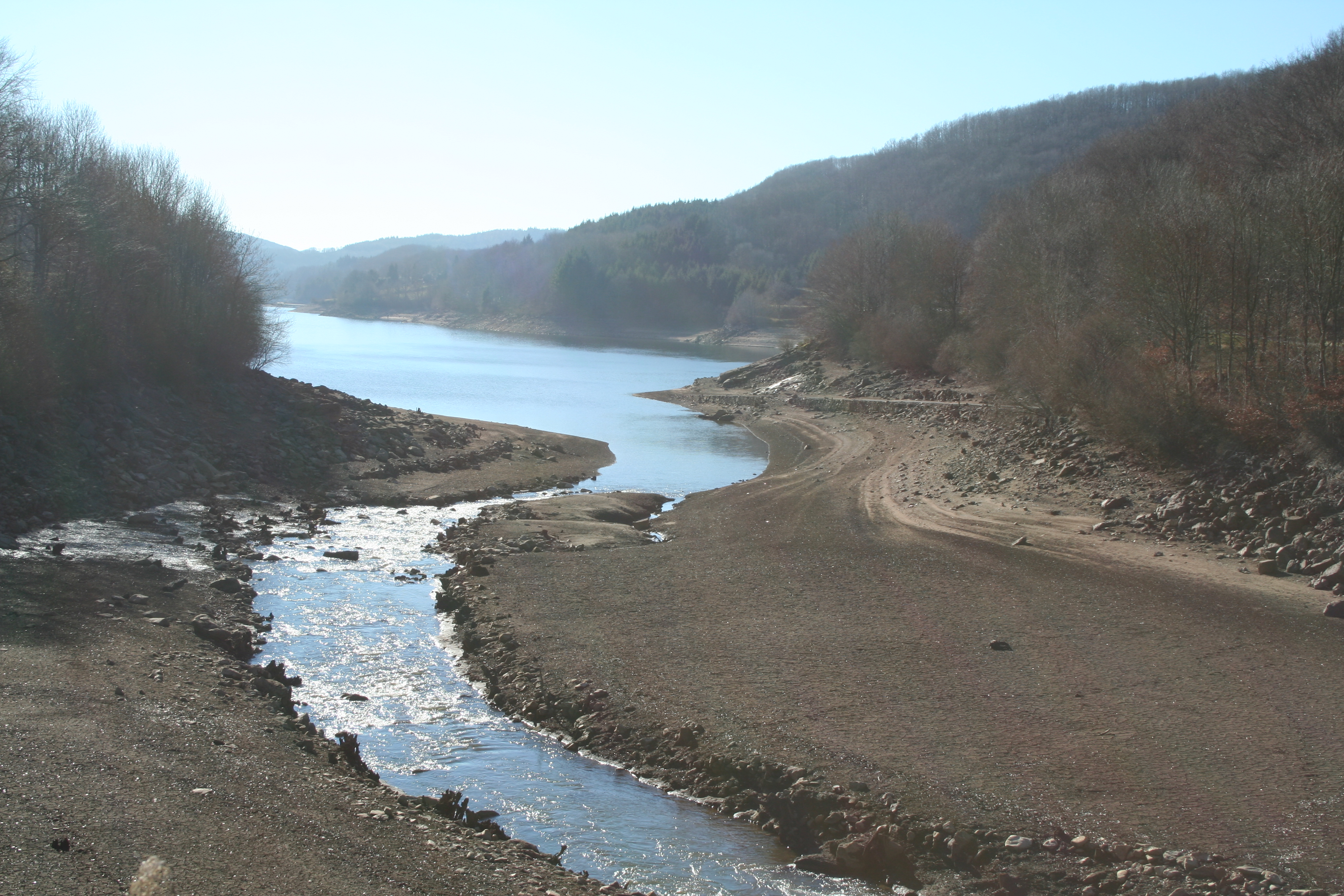
Le Viau arrivant dans le lac du Laouzas à Nages (2011).

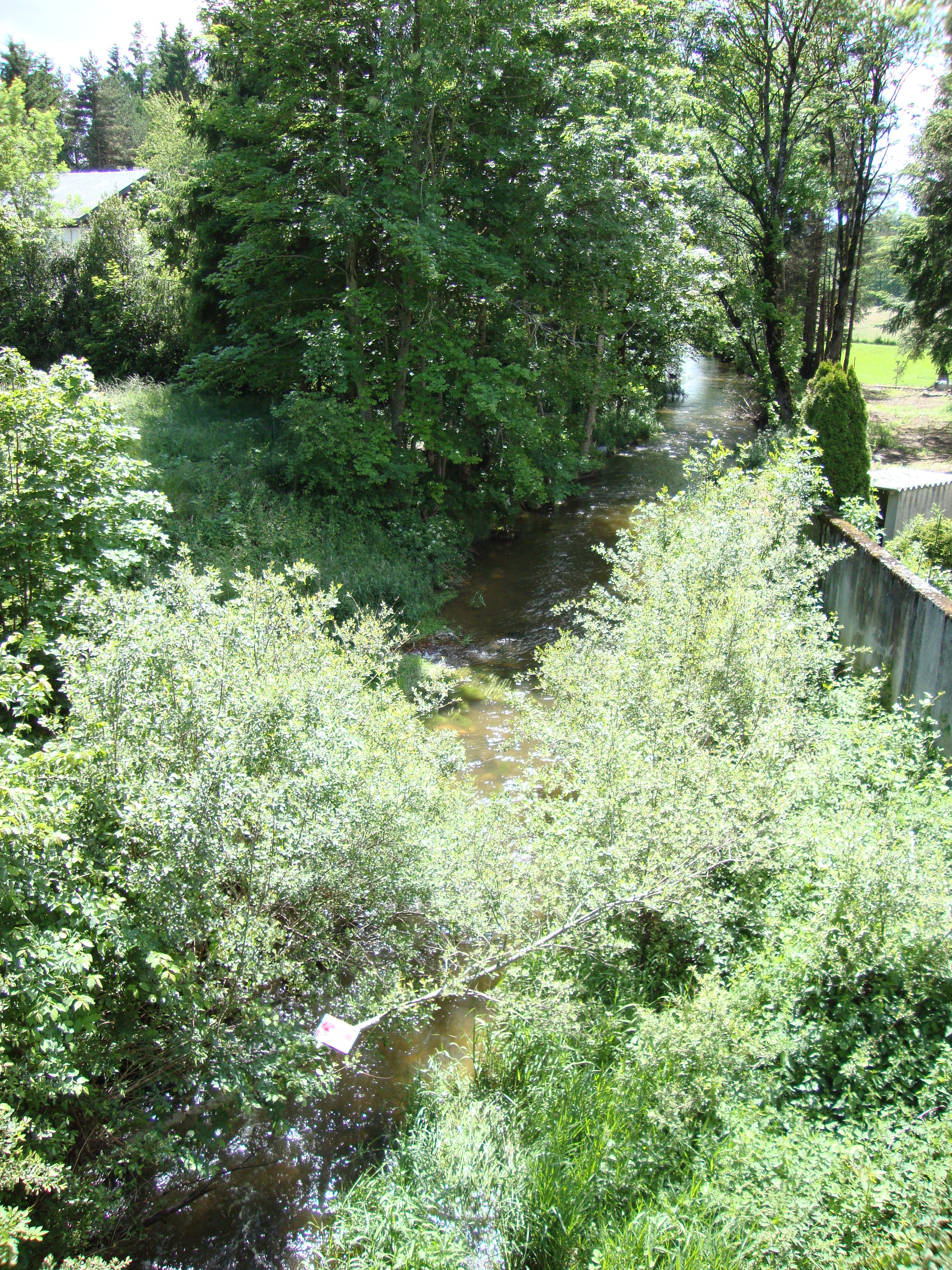
la Vèbre dans Murat-sur-Vèbre.

La Vèbre a vingt-six tronçons référencés avec trois bras soit vingt-trois affluents dont :
- ruisseau de Revaliès[7] (rg) 3 km sur la seule commune de Murat-sur-Vèbre.
- ruisseau Roucarel ou des Roucarels (rg) 2,9 km sur la seule commune de Murat-sur-Vèbre.
- ruisseau le Greissentous (rd) 5,2 km sur la seule commune de Murat-sur-Vèbre.
- rec des Fargues (rg) 2,1 km sur la seule commune de Murat-sur-Vèbre.
- ruisseau de Candoubre (rg) 6,7 km sur les deux communes de Nages et Murat-sur-Vèbre avec quatre affluents :
  - Le Rec Escur, 1,9 km sur la seule commune de Murat-sur-Vèbre.
  - Le Rec de Clef Longue, 1,3 km sur la seule commune de Murat-sur-Vèbre.
  - Le Rec de Clef Longue, 1,2 km sur la seule commune de Murat-sur-Vèbre.
- ruisseau de Randy ou ruisseau de la Ténézole (rg) 3,4 km sur les deux communes de Nages et Murat-sur-Vèbre avec deux affluents :
  - le ruisseau de Cagalous (rg) 2,3 km sur les deux communes de Fraisse-sur-Agout et Murat-sur-Vèbre
  - le ruisseau de Randy (rg) 1,6 km sur les deux communes de Nages et Murat-sur-Vèbre
- le Viau (rd) 16,8 km sur quatre communes avec onze affluents référencés[8], qui se jette dans le lac du Laouzas par le nord-est. Le rang de Strahler est de quatre pour cet affluent par la Rivière Caunaise.
- ruisseau de la Captée (rg) 2,3 km) sur la seule commune de Nages, qui se jette dans le lac du Laouzas par le sud
- ruisseau de la Grande Vergne (rd) 5,6 km sur les deux communes de Lacaune et Nages, qui conflue en dessous du barrage du Laouzas.
- ruisseau de Ramières (rd) 6,5 km sur les deux communes de Lacaune et Nages.
- ruisseau de la Paude (rd) 1,8 km sur les deux communes de La Salvetat-sur-Agout et Nages.
- ruisseau le Rieufrech (rd) 9,7 km sur les trois communes de La Salvetat-sur-Agout, Lacaune et Nages avec trois affluents.

### Rang de Strahler
Le rang de Strahler est de cinq par le Viau.

## Hydrologie
La Vèbre est une rivière fort abondante mais très irrégulière, à l'instar de ses voisines de la région, et avant tout de l'Agout. 

### La Vèbre à Nages
Son débit a été observé durant une période de 14 ans (1951-1964), à Nages (Laouzas), localité du département du Tarn située peu avant son confluent avec l'Agout, à 705 m d'altitude. La surface ainsi prise en compte est de 151 km2, soit la presque totalité du bassin versant de la rivière.
Le module de la rivière à Nages est de 4,16 m3/s. 
La Vèbre présente des fluctuations saisonnières de débit fort marquées, comme très souvent dans l'est du bassin de la Garonne. Les hautes eaux se déroulent en hiver et se caractérisent par des débits mensuels moyens allant de 6,38 à 7,85 m3/s, de décembre à avril inclus (avec un maximum très net en décembre). À partir du mois de mai, le débit baisse rapidement jusqu'aux basses eaux d'été qui ont lieu de juillet à septembre inclus, entraînant une  baisse du débit mensuel moyen jusqu'à 0,689 m3/s au mois d'août. Mais ces moyennes mensuelles occultent des fluctuations bien plus prononcées sur de courtes périodes ou selon les années.

### Étiage ou basses eaux

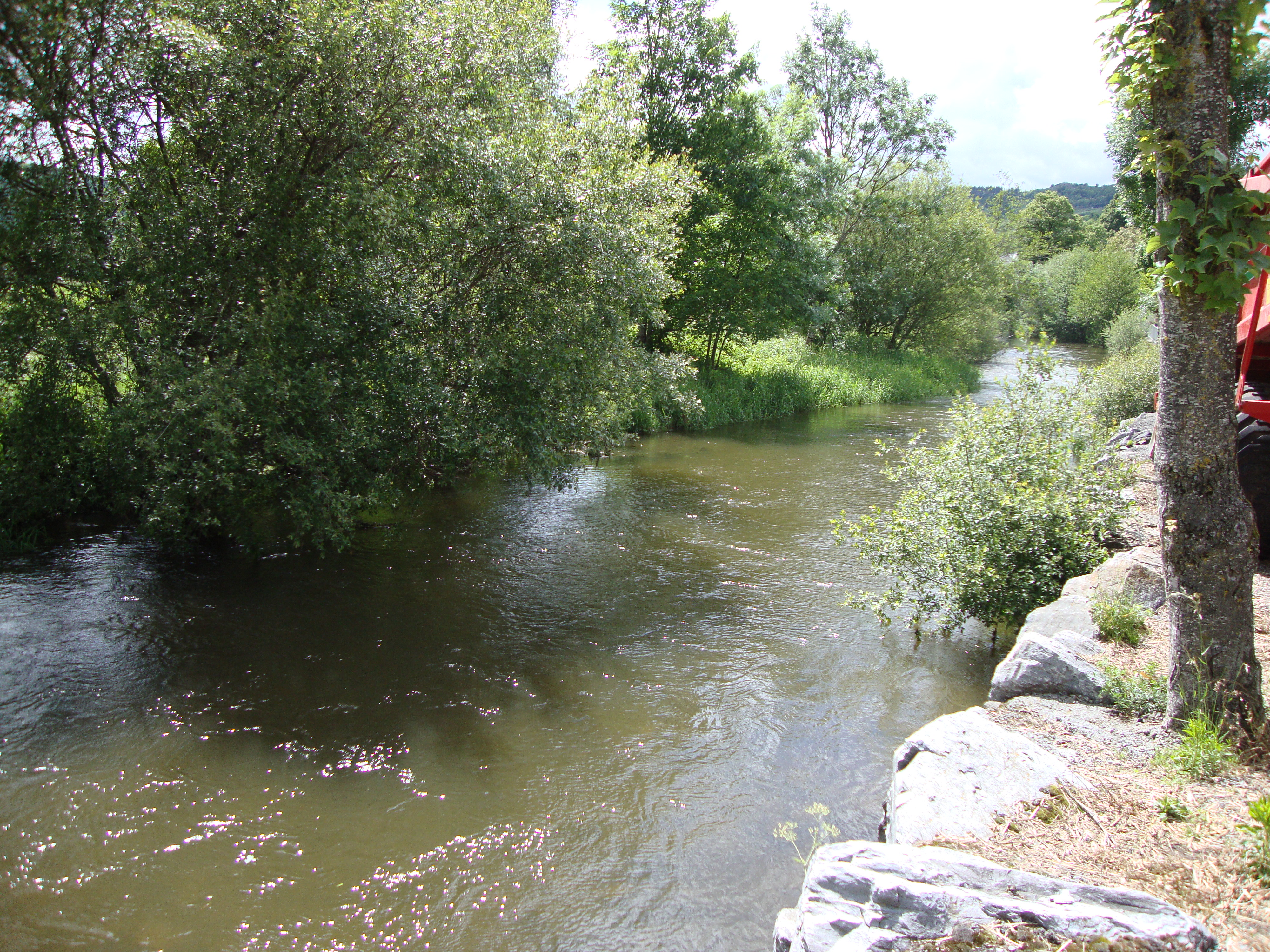
La Vèbre à Condomines sur la commune de Nages.

Aux étiages, le VCN3 peut chuter jusque 0,220 m3/s (220 litres), en cas de période quinquennale sèche, ce qui est moyennement sévère, ce fait étant par ailleurs normal parmi les rivières de la région. 

### Crues
Les crues peuvent être très importantes. La série des QIX n'a pas été calculée, mais la série des QJX l'a bien été. Les QJX 2 et QJX 5 valent respectivement 36 et 60 m3/s. Le QJX 10 est de 76 m3/s, le QJX 20 de 91 m3/s et le QJX 50 n'a pas été calculé faute de durée d'observation suffisante. 
Le débit journalier maximal enregistré à Nages durant cette période de 14 ans seulement, a été de 160 m3/s le 8 décembre 1953. En comparant cette valeur à l'échelle des QJX de la rivière, l'on constate que cette crue était bien plus importante que le niveau vicennal défini par le QJX 20, et était donc tout à fait exceptionnelle.

### Lame d'eau et débit spécifique

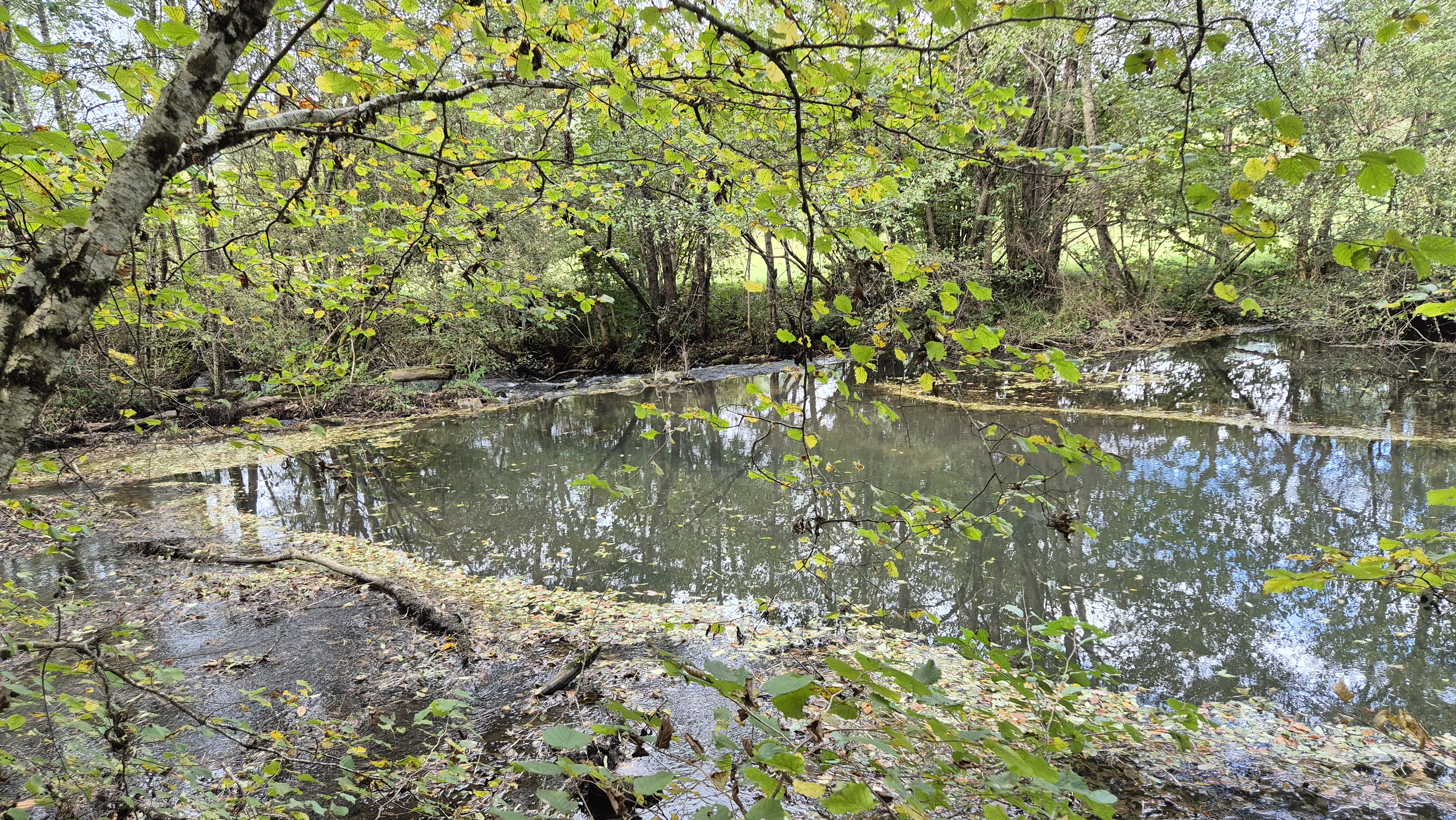
Division de la Vèbre en amont de La Salvetat-sur-Agout.

La Vèbre est une rivière très abondante. La lame d'eau écoulée dans son bassin versant est de 873 millimètres annuellement, ce qui est nettement supérieur à deux fois la moyenne d'ensemble de la France (plus ou moins 320 millimètres), et aussi à la moyenne du bassin de la Garonne (384 millimètres). Le débit spécifique (ou Qsp) atteint 27,6 litres par seconde et par kilomètre carré de bassin.

## Pêche
La Vèbre est un cours d'eau de première catégorie avec la possibilité de nombreuses prises de truites. L'AAPPMA du Tarn a une association à Murat-sur-Vèbre.

## Tourisme
La Vèbre est au sud-est du parc naturel régional du Haut-Languedoc qui veut valoriser le territoire.